# Sahachiro Hata
Sahachiro Hata (秦佐八郎?, Hata Sahachirō; Prefettura di Shimane, 23 marzo 1873 – Tokyo, 22 novembre 1938) è stato un chimico e immunologo giapponese.

## Biografia
Hata, nato nella prefettura di Shimane, dopo aver completato gli studi a Kyoto si specializzò all'università di Kitasato dove ebbe come professore Kitasato Shibasaburō a Tokyo. Decise poi di specializzarsi in immunologia a Berlino. In Europa comprende i principi di chemioterapia, a Francoforte, dove conobbe Paul Ehrlich; qui (nel 1909) scoprirono un composto dell'arsenico, il Salvarsan, un medicinale che si somministra nel trattamento della sifilide.